# Río Lagunillas
El río Lagunillas es un curso natural de agua que fluye de sur a norte en la Región de Aysén y desemboca en el Seno Aysén, a 12 km de Puerto Chacabuco, la desembocadura del río Aysén.

## Trayecto
El río Lagunillas es el último nombre que recibe antes de ingresar al mar el cauce de agua que se origina en los glaciales que forman la divisoria de aguas entre el río Huemules (Tres Cruces), la cuenca del río Aysén (ver río Blanco (Oeste)) y las cabeceras del río Ibáñez. Las aguas que se dirigen directamente hacia el norte son drenadas por el río Desplayado que las conduce 15 km hasta el lago Ellis. El extremo norte de esta laguna evacua las aguas mediante un breve emisario de solo 1 km de longitud en la laguna Clara. Otra vez más, esta laguna desagua por su orilla norte a través de un emisario de 5 km que las lleva hasta el lago Cóndor, el mayor de las tres lagunas o lagos y tiene un largo de 12 km de sur a norte. Finalmente, del extremo norte del lago Cóndor, nace el río Lagunillas de solo 12 km de longitud. Los últimos 3 km son de aguas tranquilas y navegables con la alta marea. Más al interior el valle se angosta y el río corre entre rocas formando rápidos y caídas que impiden toda navegación.: 546 

## Caudal y régimen
No se tienen antecedentes hidrológicos de esta cuenca.: 547 

## Población, economía y ecología
Sobre el lago Cóndor, ubicado 30 km al suroeste de Puerto Chacabuco, escribe SERNATUR:: 191 
Tiene una superficie de 13.1 km2. Es un lago costero que actualmente no tiene acceso terrestre expedito, solo se puede llegar a caballo o caminando. Su entorno se encuentra rodeado de montañas y espesa vegetación nativa del tipo selva pluvial. Su potencial esta asociado a la pesca recreativa y su entorno para el desarrollo de actividades asociadas al trekking y cabalgatas.